# Sextus Carminius Vetus (Konsul 150)
Sextus Carminius Vetus war ein im 2. Jahrhundert n. Chr. lebender römischer Politiker.
Durch ein Militärdiplom, das auf den 18. Februar 150 datiert ist, ist belegt, dass Vetus 150 zusammen mit Marcus Gavius Squilla Gallicanus ordentlicher Konsul war. Die beiden Konsuln sind auch in einer Inschrift aufgeführt. Er war wahrscheinlich der Sohn von Sextus Carminius Vetus, ordentlicher Konsul im Jahr 116.